# 小人國5

《小人國5》（英文: Little Hong Kong Season 5）是一齣2015年由W創作社主辦、風車草劇團協辦於香港演藝學院公演的舞台劇，是W創作社的第二十八部作品，亦是香港舞台劇界最受歡迎喜劇系列之一《小人國》的第五集，由黃智龍編導，主演班底除了梁祖堯、邵美君、湯駿業、白只及鄧世昌外，還加入香港舞台劇獎「最佳女主角」演員韋羅莎及唱作歌手兼香港電影金像獎「最佳新演員」及「最佳女配角」王菀之，這亦是王菀之與 W 創作社繼音樂劇《柯迪夫》和《小人國4》之後第三度合作。
貫徹《小人國》系列嬉笑怒罵的手法，《小人國5》繼續數臭「梗有一個喺你左近」的香港小人，二十一場門票全部售罄，觀眾人次超過二萬四千，入場人次是《小人國》系列甚至是 W 創作社成立以來最高的。

演出由八個各自獨立的故事所組成，每個故事都與市民息息相關，能產生共鳴，雖以喜劇手法演繹，少少胡鬧，但又引人深思。如＜手機鬥室＞便是說今日每個人也離不開手機，而＜Mr. Panda Vs 常職組＞則諷刺不少人沒有常識但卻喜歡到處投訴的人，＜那夜凌晨我坐上沒有路口位的紅Van＞更是把現代人收起理智盲目附和及爭取利益的光怪陸離現象呈現出來。觀眾反應最熱烈的要數〈缷膞操〉。雖然全套「職場卸膞操」只重覆九句口訣，但因對白精警，動作搞笑，每一句都能令觀眾起哄尖叫。而今集除了加入新元素而變成〈缷膞操2.0〉外，更加入全新一套〈老闆謎語操〉，道出了老闆的口不對心。
一如《小人國》之前數集，眾演員的反串演出依舊大受注目，如王菀之反串男導演Ian、邵美君反串Wylie Wong、梁祖堯反串中女朱靚芳，而經典人物基米高、馮陳美嬋、Christine Law及Heidi，更在＜抽水伊人＞內由古裝四大美人變身為美少女戰士，令觀眾掌聲雷動。

著名藝評人盧偉力就這樣評論《小人國5》 ：「我看《小人國5》是有收獲的…例如白只與韋羅莎投訴中產女與政府巡查官的對手戲，無需語言，注意力加上時間的把握，就能捉著你。…梁祖堯一如既往，有強烈的舞台魅力﹐他演每一個角色，都能引來掌聲。…王菀之很努力…她與其他演員完全融合，我不會記住她是歌手。…最值得讚的是邵美君，她傳神地演活了一位辦公室「老細」，可男可女，壓沉聲音，開大八字步，步履造型，帶有性格。…第二場「手機咀咒」是有哲思的，可以的話，當發展為完整的話劇，若能把生活在社會各階層的人匯集在這樣一個戲劇動作中，會是對我們這個媒介環境的探討。」

## 背景
07,09,11,13年公演的第1,2,3,4集均票房全滿，笑聲掌聲不停，大受歡迎。《小人國》的靈感其實來自英國BBC電視台一齣諷刺英國人陰暗面的電視喜劇"Little Britain"(小小小英國)，由Matt Lucas 和David Walliams 創作及主演。但由於《小人國》講的是香港人香港事，笑料、角色及表演方式並不一樣。
2015年的《小人國5》繼續由黃智龍擔任編劇及導演，演員陣容除了原有班底梁祖堯、邵美君、湯駿業、白只及鄧世昌外，香港舞台劇獎最佳女主角韋羅莎亦加入「小人」聯盟，而演員韋羅莎及唱作歌手兼香港電影金像獎「最佳新演員」及「最佳女配角」王菀之亦重新歸隊。首四集經典小人角色如大明星基米高、鬼妹仔朱靚芳、名媛馮陳美蟬、 白鴿眼索女Christine Law、勢利中女Heidi等亦全部回歸。
W創作社音樂總監Michael Tsang為《小人國》創作了一首旋律簡單、調子輕快的主題曲，每集所有演員都會演唱之外，整齣戲也會用此主題音樂的不同編曲及變奏作為配樂及間場。所以只要聽到這首主題音樂，就會立刻想起這個瘋狂搞笑系列。而編舞陳嘉儀每次會重新編排主題曲的舞蹈，集集不同，增加新鮮感。

## 故事大綱
《小人國5》演出以八個獨立故事組成，包括：
序幕
全體演員穿著粉紅色踢死兔，演唱由Michael Tsang作曲、勞雙恩填詞的〈小人國〉主題曲，載歌載舞。
第一場  迫婚腦作戰
```
梁祖堯
飾朱靚芳 / 千頌伊，鄧世昌飾Johnny Ng，
邵美君
飾愛慾女神，
王菀之
飾智慧女神，韋羅莎飾情緒女神
```

來自圍村的38歲中女朱靚芳假扮成30歲的「千頌伊」，於東京的酒店房向男友 Johnny Ng 逼婚，其間朱靚芳內心的三位女神，分別代表她的智慧、愛慾及情緒從旁指導朱靚芳，軟硬兼施，成功令Johnny 就範迎娶自己。 
第二場 手機鬥室
```
 
湯駿業
飾A, 白只飾B, 
梁祖堯
飾C, 鄧世昌飾 Mac
```

A、B、C三位朋友醒來後身處仿如「恐懼鬥室」的密室之中，發現好友Mac已死，原來是神秘人為了懲罰那些只顧用手機的「低頭族」，將三人困於密室裡面，誰人先用手機，就要死。開場不久，A便按捺不住用了手機的WhatsApp的程式而突然死亡。在兩個只能活一個的情況下，B、C為求生存，開始互相指責、甚至挑釁對方用手機，暴露出現代城市人對手機的極度依賴和上癮程度。最後Mac竟然死而復生，以神秘人的身份登場。
第三場 五歲小熊迷離的傳奇
邵美君飾驢仔，王菀之飾兔仔，白只飾小豬，韋羅莎飾彈彈虎，梁祖堯飾小熊
一眾動物小朋友在森林玩耍，他們在耳濡目染下，為求「贏在起跑線」，開始模仿成人世界的「職業遊戲」，以賺取最多的金錢。後來他們發現就算做個是非不分的律師都未能賺大錢時，決定模仿香港最賺錢的生財工具：「劏房」，但當發現「劏房」都未能賺到最盡的時候，他們想到更激烈的方法：「劏人」。

第四場 Mr. Panda vs 常識姐
白只飾 Mr. Panda，韋羅莎飾常識姐，邵美君飾侍應，湯駿業飾髮型師，梁祖堯飾霞姨，鄧世昌飾路人
常識姐向負責監察香港服務業質素的Mr.Panda投訴餐廳侍應，投訴她介紹的牛蒡茶沒有牛雜的牛膀味道，貨不對辦。然後再投訴髮型師所染的栗子色頭髮，竟不是她心目中的「栗子紫」色，貨不對辦，結果得以染「蕃茄藍」色作補償。最後常識姐投訴「縱橫深水埗北河街四十年」的小販霞姨賣給她的「裙褲」，貨不對辦，更以多款「裙褲裙」「褲裙褲」系列，迫使Mr.Panda仿效半澤直樹的「土下座」向常識姐道歉。
第五場	那夜凌晨，我坐上沒有路口位的紅 Van
鄧世昌飾司機，王菀之、梁祖堯、白只、韋羅莎、湯駿業、邵美君飾演乘客
只餘一個窗口位的紅 van 之上，剛上車的少女之之以原則問題，要求飾演大媽的邵美君讓出路口位給她坐，兩人為了一個路口位爭持不下，引來一眾乘客各自選擇立場來叫陣，繼而發生一連串荒謬事件，情況就如當時的香港。
第六場 突然唔想撈兼番屋企訓覺症候群
邵美君飾老闆 Wylie Wong, 王菀之飾高層 Iris, 湯駿業飾中層 Eric, 鄧世昌飾低層 Simon, 梁祖堯飾紅衣女鬼
廣告公司鬧辭職潮，正當最後三位員工在開夜車趕文案的時候，公司出現長髮紅衣女鬼，老闆Wylie Wong逼不得已透露，原來其他員工感染了一種比伊波拉更厲害的病毒，名為「突然唔想撈兼番屋企訓覺症候群」( Suddenly want resign and back home sleep syndrome)。為求穩定軍心，Wylie 承諾若大家能撐到明早八時而不辭職的話，就可以升職加薪。眾人努力迎合，捱到早上，終於發現病毒源頭來自老闆Wylie，連女鬼都忍受不住他而患上症候群而辭職。
第七場 抽水伊人
韋羅莎飾尊容，白只飾 Heidi，湯駿業飾 Christine Law, 邵美君飾馮陳美嬋，王菀之飾導演 Ian, 梁祖堯飾演基米高，鄧世昌飾演助導
電影導演 Ian 為求開戲成功，不停滿足老闆馮陳美嬋、巨星基米高、贊助商Heidi及Christine Law及國際影星尊容，將原本的影片《四大美人》變成不倫不類的《奔跑吧！那些年，麥當當叔叔追過的四大美少女戰士和殭屍有個約會》。最後Ian決定反撃，將被壓迫過程拍成紀錄片，呈上康城參展。
第八場 卸膊操 + 謎語操
王菀之飾高層 Iris, 湯駿業飾中層 Eric, 鄧世昌飾低層 Simon, 邵美君、梁祖堯、白只、韋羅莎均飾 Wylie Wong
在第六場出現的高層Iris, 中層Eric, 低層Simon 帶領觀眾重溫一次《小人國4》的經典場面「職場卸膊操」，並加入反映香港社會實況的新口訣而成為「卸膊操 2.0」。其餘演員則扮演老闆 Wylie Wong團隊，演繹全新的「老闆謎語操」，揭破老闆們的語言偽術，例如老闆忽然好聲好氣關心你：「你近排係咪有心事？」，其實他真正意思是在指責：「你近排做嘢超唔掂」。

## 外部連結
W創作社官方網頁 （页面存档备份，存于）
W創作社Facebook 專頁 （页面存档备份，存于）
W創作社微博 （页面存档备份，存于）
1. ↑  http://hk.apple.nextmedia.com/financeestate/art/20150810/19249673
2. ↑  .   [2015-09-22]. （原始内容存档于2017-01-13）.